# Hans Beck
Hans Arnold Beck född 25 april 1911 i Kongsberg i Buskerud fylke, död 10 april 1966 i Oslo, var en norsk backhoppare som tävlade för Kongsberg IF.

## Karriär
Hans Beck kom från Kongsberg, känt för sina många duktiga backhoppare. Beck vann juniorklassen i nordisk kombination i Holmenkollen 1931. Året efter kvalificerade han sig för det norska skidlandslaget till tävlingarna i olympiska spelen i Lake Placid i staten New York.
I backhoppningstävlingen i Intervales Ski-hill (byggd 1920, påbyggd 1927 till K61) var Hans Beck i ledningen efter första omgången, men passerades av klubbkamraten Birger Ruud som vann guldmedaljen 1,1 poäng före Beck och 8,6 poäng före Kaare Wahlberg som säkrade en norsk trippel. 
Hans Beck vann Holmenkollrennet 1935. Året efter blev han tvåa i norska mästerskapen.

## Övrigt
Hans Beck arbetade som försäljare av idrottsutrustning.